# Kozlovice (kraj morawsko-śląski)
Kozlovice (niem. Kozlowitz) – wieś gminna w kraju morawsko-śląskim, w powiecie Frydek-Mistek w Czechach, w historycznym regionie Moraw. Powierzchnia 21,08 km², 2897 mieszkańców (2006).

## Geografia
Miejscowość leży nad rzeką Ondřejnice, prawym dopływem Odry, na południowy zachód od miasta Frydek-Mistek (około 12 kilometrów) i wzgórza Kozlovická hora (612 m) na Pogórzu Morawsko-Śląskim, pomiędzy Wysoczyzną Měřkovicką (Měřkovická pahorkatina) na zachodzie Kotliną Kozlovicką na wschodzie (Kozlovická kotlina). W granicach gminy znajduje się dawna wieś Měrkovice. Sąsiaduje z gminami Kunčice pod Ondřejníkem, Mniší (Kopřivnice), Czeladna, Lhotka, Tichá, Palkovice i Hukvaldy.

## Historia
Wieś została po raz pierwszy wzmiankowana 8 września 1294 jako Pozmannsdorf. Wieś została założona wcześniej przez niejakiego Bockmanna lub Pozmanna w dobrach hrabiego Jindřicha z Przyboru, potomka Franka z Hückeswagen. Od 1359 wieś należała do biskupiego państwa hukwaldzkiego.
Na początku XVI wieku zostało założone ponownie na prawie wołoskim i w latach 1565 do 1764 były siedzibą wałaskich wojewódów z rodu Krpców i Žáčków. W latach 1731—1733 wybudowano nowy kościół parafialny pw. śś. Barbary i Michała.
W 1835 miejscowość liczyła 1326 mieszkańców i 215 domów. Mieszkańcy miejscowości posługiwali się morawskimi gwarami laskimi, a Leoš Janáček zbierał tu materiały do swej pracy Lašské tance (tańce laskie), natomiast Gregor Wolny określił wieś jako zamieszkałą przez Wałachów, była więc położona na pograniczu pomiędzy Laskiem na północy a Morawską Wołoszczyzną na południu.